# Tarján (Szeged)

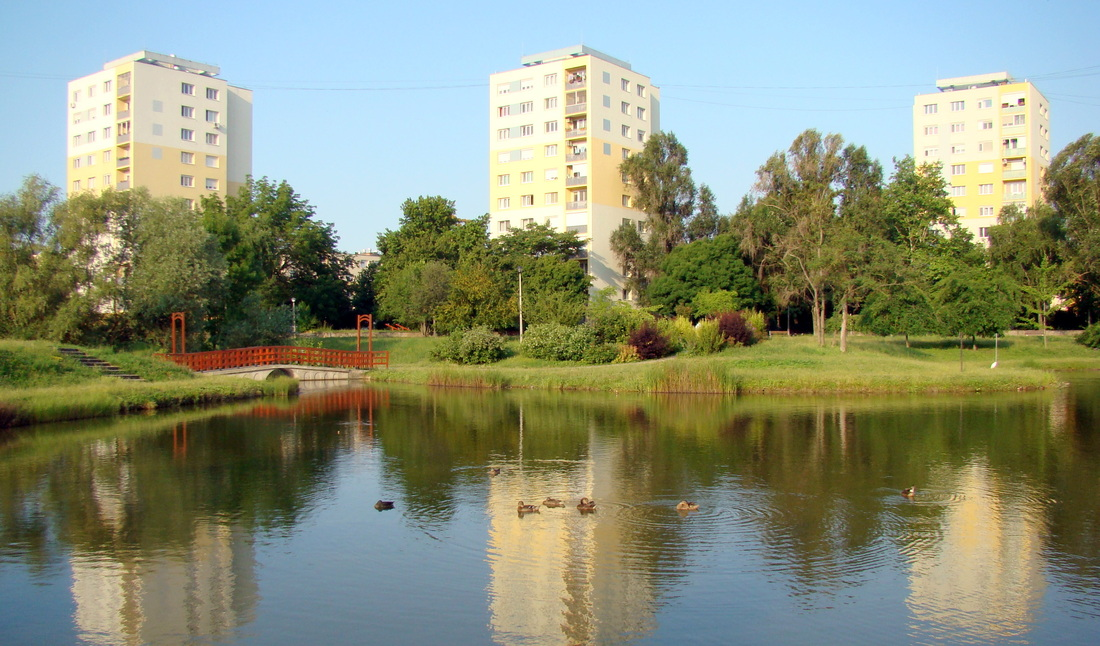
Zápor-tó, felújítás után

Tarján Szeged egyik városrésze. A városrész határai: Baktó, Petőfi-telep, Felsőváros, Rókus.

## Története
Szeged ezen városrésze minden bizonnyal Tarján honfoglaló törzsről kapta a nevét, valószínűleg egyes tagjai ezen a területen telepedtek le. Első említése Tarjány néven 1753-ból származik. 1850-ben Nagy Tárjanyi Szőlőknek, 1911-ben Tarjáni szölőknek nevezik a területet. A két világháború között jött létre a kertvárosias Tarjántelep, itt 1931-ben már utcák is voltak. A második világháború alatt Horthy-telepként említették azt a részt, ahol nagycsaládosoknak építettek házakat. Utoljára az óvoda készült el 1963-ban. Még a lakótelep építése előtt is ritkán lakott, kertes városrésznek számított.
A tarjáni lakótelep építéséről 1965-ben döntöttek, az első téglablokkos épületeket a mai Olajos utcában adták át 1968 végén (a mai Olajos utca 10. és 12. számú épületeket). Az induláskor rövid időn belül kiderült, hogy a téglablokkos megoldással lassú lesz a tempó, ezért áttértek az olcsóbb, panelszerkezetű módszerre. Előbb Dunaújvárosból, majd Szolnok házgyárából hozták az elemeket. 1971. október 25-én befejezték az első DÉLÉP-nél a (szegedi házgyárban készült épület) összeszerelését.
1969 októberéig 1000, 1972 decemberéig 4000, 1973 novemberéig 5000, 1975 őszéig 6500 lakást adtak át. Tarjánban több mint 7200 lakás, 30 ezer ember otthona épült fel, 2011-ben már 13 449-en lakták a városrészt.

## Parkok, terek
- Záporkert
- Zápor-tó
- Víztorony tér
- Olajbányász tér
- Csillag tér
- Kemes utca, Kondi Park

## Közlekedés
Jelentősebb útjai a Budapesti körút, a József Attila sugárút, amin helyközi és távolsági buszjáratok közlekednek. Főbb utcája még a Retek utca.
A városrészt egyaránt trolibusz, autóbusz és villamos is kiszolgálja. A víztorony térre buszok és trolik érkeznek, míg a Tarján elnevezésű állomásra pedig villamosok. A víztorony téren megáll a város egyik legforgalmasabb járatcsaládja a 90-es, valamint a 10-es. A 10-es buszt 2013 decembertől kiváltotta a 10-es trolibusz . Tömegközlekedéssel könnyen be lehet jutni a Belvárosba a 10-es, a 19-es trolival és a 3-as, 3F valamint a 4-es villamossal. Érinti a 84-es és a 77-es vonal. 
2012 előtt a Víztorony téren volt az algyői busz végállomása, ezt 2012-ben áthelyezték a Mars térre.

## Szórakozás
Egy évben többször is van rendezvény, mint például a majális. Ezeket inkább a Zápor-tónál rendezik meg. Gyerekeknek ott van a Retek utcai zárt játszótér, ahol szintén vannak néha-néha rendezvények. Esős időben a játszóházban lehet játszani. Ezen kívül a városrész sok játszótérrel rendelkezik, amiből sok fel van újítva. 